# Dicranotropis incerta
Dicranotropis incerta är en insektsart som först beskrevs av Van Duzee 1897.  Dicranotropis incerta ingår i släktet Dicranotropis och familjen sporrstritar. Inga underarter finns listade i Catalogue of Life.